# Balaka samoensis
Balaka samoensis är en enhjärtbladig växtart som beskrevs av Odoardo Beccari. Balaka samoensis ingår i släktet Balaka och familjen Arecaceae. Inga underarter finns listade i Catalogue of Life.